# Slo Burn
Slo Burn est un groupe de stoner metal américain, originaire de Californie. Il est formé notamment par John Garcia en 1996.

## Biographie
C'est en 1996, après avoir quitté Kyuss que John Garcia forme un nouveau groupe de stoner rock, dans la lignée de ce qu'il faisait avec Kyuss, avec trois musiciens d'un groupe local dénommé Wolf.
Cette même année 1996, le groupe sort une démo cinq titres, suivie en avril 1997 par un EP quatre titres intitulé Amusing the Amazing,. Du 24 mai au 29 juin 1997, Slo Burn tourne aux États-Unis dans le cadre de l'Ozzfest puis décide, en septembre, de se séparer. John Garcia formera ensuite Unida puis intègrera Hermano.
À la fin 2016, le Freak Valley Festival, en Allemagne, annonce la participation à son édition 2017 du groupe reformé avec sa formation d'origine. Ils participent aussi au Psycho Las Vegas en 2017, ainsi qu'au Hellfest 2017.

## Membres
- John Garcia - voix
- Chris Hale - guitare
- Damon Garrison - basse
- Brady Houghton - batterie

## Discographie
- 1996 : Pas de titre (démo) (autoproduit)

- 1997 : Amusing the Amazing

1. The Prizefighter - 2 min 16 s
2. Muezli - 5 min 13 s
3. Pilot the Dune - 3 min 28 s
4. July - 4 min 52 s